# Ommata hirtipes
Ommata hirtipes là một loài bọ cánh cứng trong họ Cerambycidae.